# Atraco al tiempo
Atraco al tiempo (Time Heist) es el quinto episodio de la octava temporada moderna de la serie británica de ciencia ficción Doctor Who, emitido el 20 de septiembre de 2014.

## Argumento
Clara (Jenna Coleman) está a punto de tener una cita con Danny (Samuel Anderson), y el Doctor (Peter Capaldi) intenta convencerla de que le acompañe de viaje con él en la TARDIS a cualquier parte. De improviso, el teléfono de la TARDIS comienza a sonar, y el Doctor lo descuelga... El siguiente recuerdo que tienen el Doctor y Clara es que están en medio de un gran banco espacial junto con dos personas más, Psi (Jonathan Bailey), un hacker con el cerebro mejorado cibernéticamente; y Saibra (Pippa Bennet-Warner), una mutante humanoide con la capacidad de cambiar de forma. Los cuatro están sujetando gusanos de memoria que borran los recuerdos de las últimas horas al tocarlos, y tienen una grabación en la que ellos mismos afirman que han borrado sus recuerdos intencionadamente. Otra grabación de otro ser misterioso conocido como el Arquitecto les informa de que su misión es llegar hasta la cámara acorazada y hacerse con algo de gran valor de su interior, algo del valor suficiente como para que los cuatro se embarcaran en la misión y aceptaran borrar sus propios recuerdos, por lo que deciden realizar el trabajo. Pero la seguridad del banco es aparentemente impenetrable, y el Escrutador, una criatura con la capacidad de detectar la culpa y alimentarse de las mentes de sus víctimas, les acecha.

### Continuidad
Los gusanos de memoria ya aparecieron anteriormente en Los hombres de nieve. El Doctor recuerda que Clara recibió el teléfono de la TARDIS de "una mujer en una tienda", conectando los eventos de Las campanas de Saint John y Respira hondo.
Cuando Psi intenta atraer al Escrutador recopilando a los criminales más famosos en su mente, en la pantalla aparecen imágenes de un Sensorita de The Sensorites (1964), un Telireptil de The Visitation (1982), un Slitheen, un Guerrero de Hielo, el Pistolero de Un pueblo llamado Misericordia (2012), el capitán John Hart de Torchwood, Androvax y el Trickster de The Sarah Jane Adventures, y Abslom Daak, un personaje de los cómics de Doctor Who.
Cuando el Escrutador escanea los recuerdos del Doctor, entre otras cosas menciona una bufanda, prenda icónica del Cuarto Doctor, y una pajarita, prenda del Undécimo Doctor.

## Producción
Al hablar de la idea del episodio, el director Douglas Mackinnon dijo: "Lo que queríamos hacer era una película de atracos en Doctor Who. Me he visto virtualmente todas las películas de atracos que se han hecho, y toma cosas de ellas, pero como es Doctor Who, el viaje en el tiempo tiene un papel".
La lectura del episodio se hizo el 11 de febrero de 2014. El rodaje comenzó el 3 de marzo, continuó en el Hadyn Ellis Building, parte de la Universidad de Cardiff el 18 de marzo, y en el cercano Bute Park al día siguiente. También se rodaron escenas en la Uskmouth Power Station, una localización que ya se utilizó en El Doctor, la viuda y el armario (2011) y Dentro del Dalek (2014). El rodaje concluyó el 24 de marzo de 2014.

## Emisión y recepción
Las mediciones de audiencia en Reino Unido fueron de 4,93 millones de espectadores y un 23,8% de cuota, siendo lo segundo más visto de la noche por detrás de X Factor. La puntuación de apreciación fue de 84.
El episodio tuvo generalmente críticas positivas. Digital Spy dijo que el episodio "debería haber sido 15 minutos más largo" y que "atestó demasiadas ideas en 45 minutos". Ben Lawrence de Telegraph señaló que "en un programa que a veces está agobiado por la necesidad de mantener arcos argumentales inteligentes, Time Heist fue un episodio independiente que permitió algo de espacio para respirar. Den of Geek señaló que fue "Un episodio de Who sólido y divertido... no el mejor, pero divertido. Casaba bien" y "tenía en el depósito lo suficiente para tenernos felizmente entretenidos durante 45 minutos". Escribiendo para SFX, Nick Setchfield alabó el "estilo visual" del director Douglas Mackinnon, pero pensó que el episodio en conjunto era "un Who sólido de mitad de temporada pero... no tan perfecto como podría haber sido".